# Tzvelevopyrethrum
Tzvelevopyrethrum là một chi thực vật có hoa trong họ Cúc (Asteraceae).

## Loài
Chi Tzvelevopyrethrum gồm các loài: